# Péroz Ier
Péroz Ier (Pirooz, Peirozes, Perozes) est un empereur sassanide d'Iran ayant régné de 457 à 484.
Fils de Yazdegerd II (r. 438–457), il contesta le règne de son frère aîné et roi en exercice Hormizd III (r. 457–459), s'emparant finalement du trône après une lutte de deux ans. Son règne fut marqué par la guerre et la famine. Au début de son règne, il réprima avec succès une rébellion en Albanie du Caucase à l'ouest et mit fin aux Kidarites à l'est, étendant brièvement la domination sassanide au Tokharistan, où il émit des pièces d'or à son effigie à Balkh. Parallèlement, l'Iran souffrait d'une famine de sept ans.
Cependant, la victoire de Péroz sur les Kidarites permit aux Hephtalites de prendre leur place en tant que principale puissance en Asie centrale. Péroz mena trois campagnes contre les Hephtalites, toutes se soldant par des défaites. Lors de la première campagne, il fut capturé et contraint de payer une rançon. Lors de la deuxième, il fut à nouveau capturé et dut envoyer son fils Kavad comme otage. Lors de la troisième, il fut tué, son armée anéantie, et l'Iran devint un État tributaire des Hephthalites. Cette défaite entraîna une période de troubles politiques, sociaux et religieux. Péroz fut remplacé par son frère Balash, qui fut à son tour remplacé par le fils de Péroz, Kavadh Ier.

## Ascension vers le trône
À la mort de Yazdgard II (r. 438–457), son père, en 457, aucun successeur n’avait apparemment été désigné. Selon l’historien médiéval al-Thaʿālibī, Yazdgard aurait confié cette décision à l’élite et aux principaux marzbans (margraves) de l’empire. Une guerre civile éclata rapidement : l’aîné de Yazdgard, Hormizd III, se proclama roi à Ray, dans le nord de l’Iran, tandis que Peroz se réfugia dans le nord-est de l’empire pour y lever une armée et revendiquer la couronne pour lui-même,. Leur mère, la reine Denag, assura une régence temporaire depuis la capitale, Ctésiphon. Les sources orientales présentent Peroz comme plus digne du trône que Hormizd, qualifié d’« injuste ». Seul un auteur anonyme connu sous le nom de Codex Sprenger 30 décrit Hormizd comme étant « plus courageux et meilleur », tandis qu’il qualifie Peroz de « plus savant en religion ».
Les deux frères cherchèrent apparemment à obtenir le soutien des puissances voisines situées à l’est, dans la région de Tokharestan/Bactriane. Celle-ci était alors sous le contrôle des Kidarites, avec quelques vassaux locaux comme les Hephtalites. Trois lettres contemporaines rédigées en bactrien (la langue de la région) mentionnent le dirigeant local de la ville de Rob (entre Kaboul et Balkh), Kirdir-Warahran, avec les titres honorifiques de « glorieux à travers Hormizd » et « fidèle à Peroz », ce qui semble indiquer un changement d’allégeance au gré du conflit entre les deux frères.
Selon les historiens arméniens contemporains Élisée et Ghazar de Pharp, Peroz bénéficia notamment du soutien de la maison de Mihran, l’une des sept grandes familles de l’aristocratie iranienne, tandis que des sources persanes plus tardives rapportent que Peroz se serait réfugié chez les Hephtalites et aurait sollicité leur aide,. Cette dernière version est toutefois qualifiée de « légendaire » et de « plutôt fantaisiste » par les historiens modernes,. Les chercheurs Parvaneh Pourshariati, Shapur Shahbazi et Michael Bonner privilégient la version arménienne ; ce dernier suggère toutefois que le récit persan pourrait avoir un fond de vérité, dans la mesure où Peroz aurait pu obtenir l’appui des Hephthalites grâce à l’intercession des Mihranides,,.
Élisée et Ghazar livrent deux versions légèrement différentes de la lutte de Peroz contre Hormizd. D’après Élisée, Peroz fut aidé par son tuteur mihranide Raham Mihran, qui captura et exécuta Hormizd en 459 avant de couronner Peroz comme shahanshah. Chez Ghazar, le mihranide se nomme Ashtad Mihran et n’est pas le tuteur, mais le père nourricier de Peroz,.

## Règne

### Révolte en Albanie du Caucase
Pendant la lutte dynastique entre Péroz et Hormizd III, le roi arsacide d’Albanie du Caucase, Vatché II (r. 440–462), profita de la situation chaotique pour proclamer son indépendance. Il autorisa les Huns à entrer dans la ville de Derbent et, avec leur aide, attaqua l’armée iranienne. Péroz réagit en laissant à son tour les Huns passer par les gorges de Darial, et ceux-ci ravagèrent l’Albanie. Les deux rois conclurent un accord : Vatché II restituerait à Péroz sa mère (la sœur de Péroz) ainsi que sa fille, et en échange, il recevrait les 1 000 familles qui lui avaient été attribuées par son père dans le cadre de son héritage. Vatché II abdiqua en 462, laissant l’Albanie sans roi jusqu’en 485, année où Vatchagan III (r. 485–510) fut installé sur le trône par le frère et successeur de Péroz, Valash (r. 484–488).
Péroz libéra également certains aristocrates arméniens emprisonnés par son père à la suite de l’insurrection arménienne de 451. L’année précédente (461), l’Iran avait été frappé par une grave sécheresse, qui entraîna une famine de grande ampleur qui dura jusqu’en 467,,.

### Relations avec l'Empire byzantin

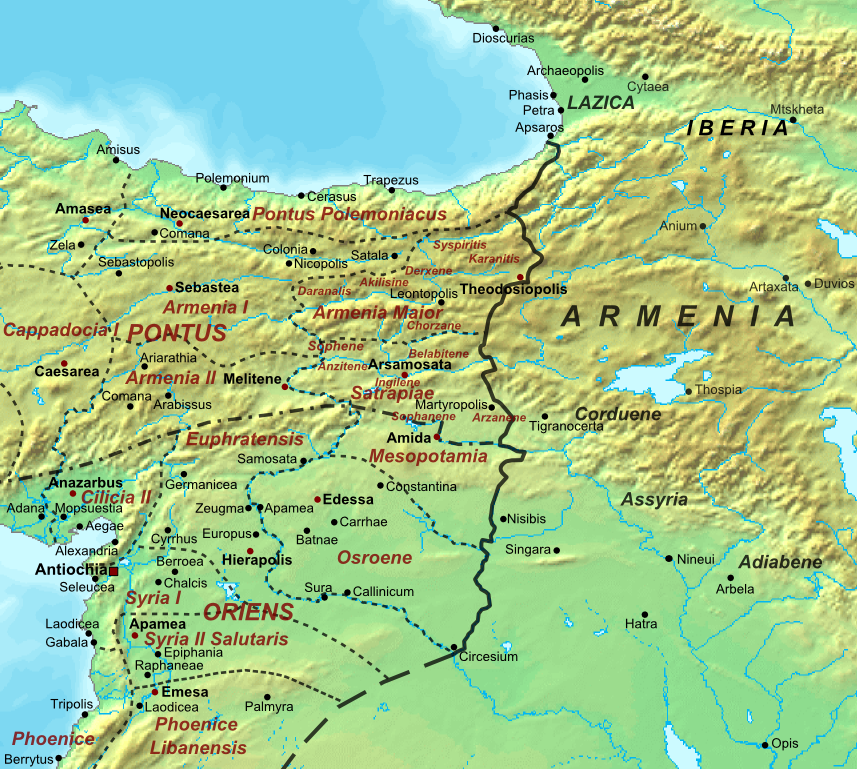
Carte de la frontière byzantino-perse.

Au début du règne de Péroz, les tensions commencèrent à croître entre l’Iran et l’Empire byzantin. Vers le milieu des années 460, les Byzantins découvrirent que leur général Ardabur entretenait en secret une correspondance avec la cour iranienne, exhortant Péroz à attaquer les Byzantins, en lui promettant un soutien militaire et probablement aussi des renseignements. Les lettres d’Ardabour furent interceptées et remises à l’empereur byzantin Léon Ier (r. 457–474), qui le destitua et le convoqua à Constantinople. Le sort d’Ardabour demeure inconnu. En réponse à cette activité iranienne, Léon renforça les frontières orientales de son empire, notamment par la fortification de Callinicum, en Syrie.
Depuis le traité de paix romano-perse de 387, les deux empires s’étaient engagés à coopérer pour défendre le Caucase contre les incursions nomades venues des steppes du nord. L’Iran assurait l’essentiel de cette défense, tandis que les Byzantins contribuaient de manière irrégulière à hauteur de 500 livres (environ 230 kg) d’or. Les Byzantins considéraient ce paiement comme une contribution à la défense commune, mais les Iraniens y voyaient un tribut, établissant la supériorité de l’Iran sur Byzance. Depuis la fondation de l’Empire sassanide, ses souverains avaient démontré la puissance et la légitimité de leur royaume par la perception de tributs, notamment de la part des Byzantins. En représailles à la conspiration iranienne avec Ardabour, Léon suspendit les paiements. De multiples négociations n’aboutirent à aucun accord. Les Byzantins demandèrent également la restitution de la ville de Nisibe, cédée à l’Iran par le traité de 363,.
Les tensions persistèrent jusqu’à l’accession au trône de l’empereur Zénon (r. 474–491) en 474, qui reprit les paiements versés à l’Iran et racheta également Péroz, alors prisonnier des Hephthalites. Malgré tout, une guerre faillit éclater au début des années 480, lorsque des membres de la tribu Tayy, clients des Sassanides, effectuèrent des incursions en territoire byzantin, victimes d’une sécheresse qui durait depuis deux ans. Le général iranien Qardag Nakoragan, alors en poste à la frontière, parvint rapidement à pacifier les Tayy et à préserver la paix avec Byzance,.

### Guerre avec les Kidarites

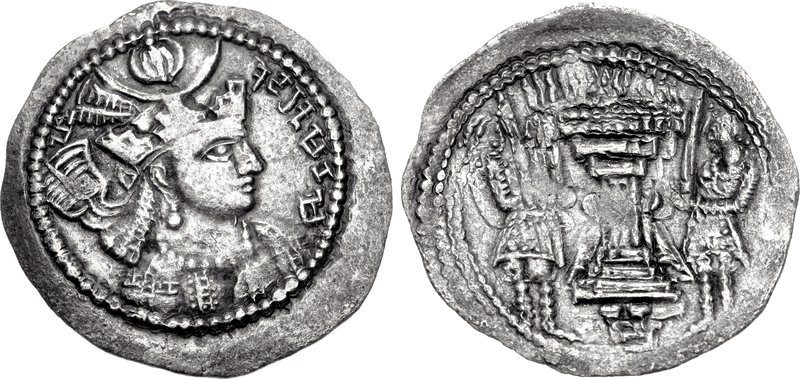
Drachme en argent du leader kindarite Kidara.

Depuis le règne de Shapur II (r. 309–379), l’Iran dut faire face à des envahisseurs nomades venus de l’Est, désignés sous le nom de « Huns iraniens » et comprenant notamment les Hephtalites, les Kidarites, les Chionites et les Alkhans. Ces peuples s’emparèrent du Tokharestan et du Gandhara aux dépens de Shapur II et de ses vassaux Kouchano-Sassanides, puis conquirent Kaboul sous le règne de Shapur III (r. 383–388).
Les données archéologiques, numismatiques et sigillographiques démontrent que ces royaumes huns administraient des États aussi raffinés que ceux des Sassanides. Ils adoptèrent rapidement les symboles et les titulatures impériales iraniennes, notamment en imitant la monnaie impériale sassanide. L’historien contemporain Richard Payne note à ce propos : « Bien loin des xyōnān destructeurs des récits iraniens ou des barbares pillards des auteurs romains, les royaumes huns d’Asie centrale post-iranienne étaient des États urbains, prélevant l’impôt et idéologiquement innovants, que les rois des rois sassanides avaient bien du mal à renverser ».

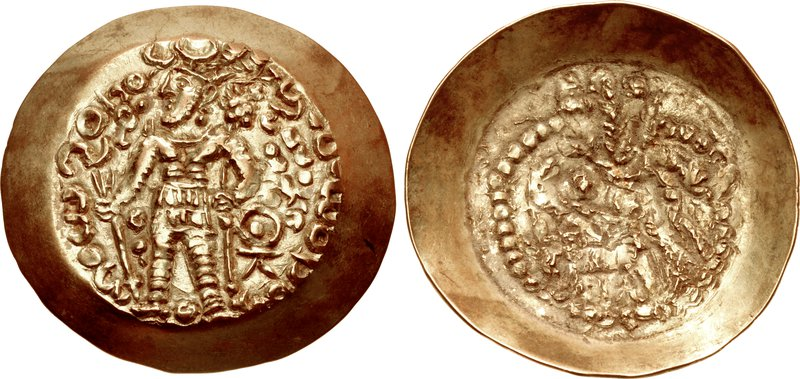
Dinar en or représentant Péroz Ier, frappé à Balkh en 466.

La perte du contingent de cavalerie arménienne après la révolte de l’Arménie en 451 affaiblit encore davantage les efforts sassanides pour contenir leurs ennemis orientaux.
Les efforts militaires des Sassanides furent perturbés au début du Ve siècle par les Kidarites, qui contraignirent Yazdgard Ier (r. 399–420), Bahram V (r. 420–438) et/ou Yazdgard II à leur verser un tribut. Si ce tribut ne représentait pas une charge majeure pour le trésor iranien, il constituait néanmoins une humiliation. Yazdgard II finit par refuser de continuer ces versements, ce qui fut ensuite utilisé comme prétexte par les Kidarites pour justifier la guerre qu’ils déclarèrent à Péroz vers 464,.
Péroz, manquant de troupes, sollicita une aide financière de l’Empire byzantin, qui refusa. Il proposa alors la paix au roi des Kidarites, Kunkhas, en lui offrant sa sœur en mariage. Il envoya toutefois à sa place une femme de basse extraction. Kunkhas découvrit la supercherie, et tenta à son tour de le piéger en lui demandant de lui envoyer des experts militaires pour renforcer son armée. Lorsque ces 300 conseillers arrivèrent à la cour de Kunkhas à Balaam (peut-être Balkh), ils furent tués ou mutilés, puis renvoyés en Iran avec pour message que ce châtiment était la conséquence du traité trompeur de Péroz.
Vers cette période, Péroz s’allia avec les Hephtalites et d’autres Huns, notamment Mehama, le souverain de Kadag, dans l’est du Tokharestan. Grâce à cette coalition, il parvint à vaincre les Kidarites en 466, annexant brièvement le Tokharestan et y émettant des pièces d’or depuis Balkh,. Le style de ces pièces reprenait largement celui des monnaies kidarites et montrait Péroz portant sa seconde couronne,. La légende, en bactrien, mentionnait son nom et son titre. L’année suivante (467), une ambassade iranienne fut envoyée à Constantinople, où la victoire sur les Kidarites fut proclamée. Une autre ambassade, envoyée en 468 à la cour de la dynastie Wei du Nord en Chine, pourrait avoir fait de même.
Les Kidarites conservèrent le pouvoir au Gandhara, et peut-être également en Sogdiane, jusqu’à leur conquête par les Alkhans dans la première région et par les Hephtalites dans la seconde. D’après les chroniques bactriennes, Mehama fut ensuite promu au rang de « gouverneur du célèbre et prospère roi des rois Péroz ». Toutefois, un vide de pouvoir s’installa au Tokharestan, ce qui permit à Mehama d’y exercer une autonomie croissante, voire une indépendance de facto.

### Guerres contre les Hephtalites
La guerre de Péroz contre les Hephtalites est rapportée par au moins deux sources contemporaines : l’historien byzantin Procope et le texte syriaque attribué au Pseudo-Josué le Stylite. Toutefois, les deux récits comportent des erreurs et des imprécisions. Selon le Pseudo-Josué, Péroz mena trois guerres contre les Hephtalites, mais il ne les mentionne que brièvement. Le récit de Procope, bien que plus détaillé, ne mentionne que deux campagnes. La guerre est également évoquée dans le Livre mandéen des Rois. De nombreux historiens modernes s’accordent à dire que Péroz affronta les Hephtalites à trois reprises,,.
Après la chute des Kidarites, leurs anciens sujets, les Hephtalites — établis dans l’est du Tokharestan — profitèrent du vide de pouvoir pour étendre leur autorité sur l’ensemble de la région. Leur capitale se trouvait probablement près de la ville de Kunduz, dans l’est du Tokharestan, que le savant médiéval al-Biruni appelait War-Waliz. Le roi hephtalite est souvent désigné sous le nom d’Akhshunwar, qui, selon l’iranologue Khodadad Rezakhani, était probablement un titre royal, similaire à d’autres titres d’Asie centrale comme ikhshid ou afshin.
Pour enrayer l’expansion des Hephtalites, Péroz lança une première campagne en 474, mais il fut pris en embuscade et capturé près de la frontière du Gorgan,. Il fut ensuite libéré contre rançon grâce à l’intervention de l’empereur Zénon, ce qui permit de restaurer des relations cordiales entre les Sassanides et les Hephtalites. Selon Procope, Akhshunwar exigea que Péroz se prosterne devant lui pour obtenir sa libération. Sur les conseils de ses prêtres, Péroz accepta de rencontrer le roi hephtalite à l’aube et feignit de se prosterner devant lui, alors qu’en réalité il s’inclinait devant le soleil levant, c’est-à-dire le dieu Mithra,,.
À la fin des années 470 ou au début des années 480, Péroz lança une seconde campagne, qui se solda une nouvelle fois par sa défaite et sa capture. Il promit cette fois de verser trente charges de mulets en drachmes d’argent comme rançon, mais ne put en fournir que vingt. Incapable de réunir la somme manquante, il envoya en 482 son plus jeune fils, Kavad, comme otage à la cour hephtalite,. L’historien Richard Payne note : « Les sommes en jeu étaient modestes comparées aux subsides diplomatiques ou aux revenus étatiques de l’Antiquité tardive. Mais des rumeurs sur une caravane transportant le tribut de la cour iranienne vers les Huns circulèrent dans l’Iran et le monde méditerranéen, jusqu’à Sidoine Apollinaire en Gaule ».
Par la suite, Akhshunwar fit frapper des monnaies à son effigie portant une couronne ailée à triple croissant — la troisième couronne de Péroz — indiquant qu’il se considérait comme le souverain légitime de l’Iran,. Pour réunir les dix charges restantes de mulets en argent, Péroz imposa une capitation à ses sujets, ce qui permit la libération de Kavad avant le lancement de sa troisième campagne.

### Révoltes en Ibérie et en Albanie du Caucase

Carte du Caucase au V.

Outre l’Albanie du Caucase, les deux autres provinces iraniennes de la région — l’Arménie et l’Ibérie — étaient également mécontentes de la domination sassanide zoroastrienne. En Arménie, la politique de Yazdgard II visant à intégrer la noblesse chrétienne dans l’administration en les forçant à se convertir au zoroastrisme avait provoqué une grande révolte en 451, menée par le chef militaire arménien Vardan Mamikonian,,. Bien que les Sassanides aient remporté la bataille d’Avarayr, la rébellion eut un impact durable, et les tensions continuèrent à croître.
En Ibérie, Péroz favorisa Varsken, vice-roi (bidaxsh) de la région frontalière armeno-ibérienne du Gougark. Membre de la famille des Mihranides, Varsken était né chrétien, mais lors d’un séjour à la cour iranienne en 470, il se convertit au zoroastrisme et transféra sa loyauté de la monarchie chrétienne ibérienne à l’Empire sassanide,. En récompense de sa conversion, il reçut la vice-royauté de l’Albanie du Caucase ainsi que la main d’une fille de Péroz. Affirmant sa position pro-iranienne, il tenta de convertir de force sa famille, y compris sa première épouse Chouchanik (fille de Vardan), qu’il finit par assassiner — ce qui en fit une martyre,,.
La politique de Varsken étant inacceptable pour le roi d’Ibérie Vakhtang Ier (r. 447/449–502/522), celui-ci fit exécuter Varsken et se révolta contre l’Iran en 482. Presque simultanément, une révolte éclata également en Arménie sous la direction de Vahan Ier Mamikonian, neveu de Vardan.
Cette même année, le marzban d’Arménie, Adhour Gouchnasp, fut vaincu et tué par les forces de Vahan, qui installèrent Sahak II Bagratouni comme nouveau marzban,. Péroz envoya une armée sous le commandement de Zarmihr Karen de la maison de Karen en Arménie, tandis qu’une autre armée menée par Mihran, général sassanide issu de la famille Mihran, fut envoyée en Ibérie. Durant l’été, une armée dirigée par Shapur Mihran, fils de Mihran, infligea une défaite à une coalition arméno-ibérienne à Akesga, tuant Sahak II Bagratuni et Vasak, frère de Vahan, tandis que Vakhtang s’enfuyait vers la Lazique byzantine,. Le commandement de Shapur Mihran en Ibérie suggère que Péroz avait peut-être rappelé son père pour le conflit contre les Hephtalites.
Vahan se replia avec ses troupes dans les montagnes du Tayk, d’où il mena une guerre de guérilla. Shapur Mihran rétablit l’autorité sassanide en Arménie, mais il fut rappelé à la cour de Ctésiphon, ce qui permit à Vahan de reprendre le contrôle de Dvin, où il se retrancha.
En 483, des renforts iraniens arrivèrent sous le commandement de Zarmihr Hazarwuxt, qui mit le siège devant Dvin. En forte infériorité numérique, Vahan lança une attaque surprise et remporta une victoire à la bataille de Nerseapate, près de Makou. Il se retira de nouveau dans les montagnes proches de la frontière byzantine. Il espérait que les Iraniens n’oseraient pas l’y attaquer pour éviter un conflit avec les Byzantins. Toutefois, après une marche de nuit, Zarmihr Hazarwuxt lança une attaque sur le camp arménien et captura plusieurs princesses. Vahan et la majorité de ses hommes s’enfuirent plus loin dans les montagnes.
Un événement inattendu changea le cours de la guerre : la mort de Péroz en 484, lors de sa troisième guerre contre les Hephtalites, força l’armée iranienne à se retirer d’Arménie. Le frère et successeur de Péroz, Balash, conclut la paix avec Vahan, le nomma d’abord hazarapet (ministre), puis marzban d’Arménie. Un accord fut également conclu en Ibérie, où Vakhtang put reprendre le pouvoir.

### Troisième guerre contre les Hephtalites et mort

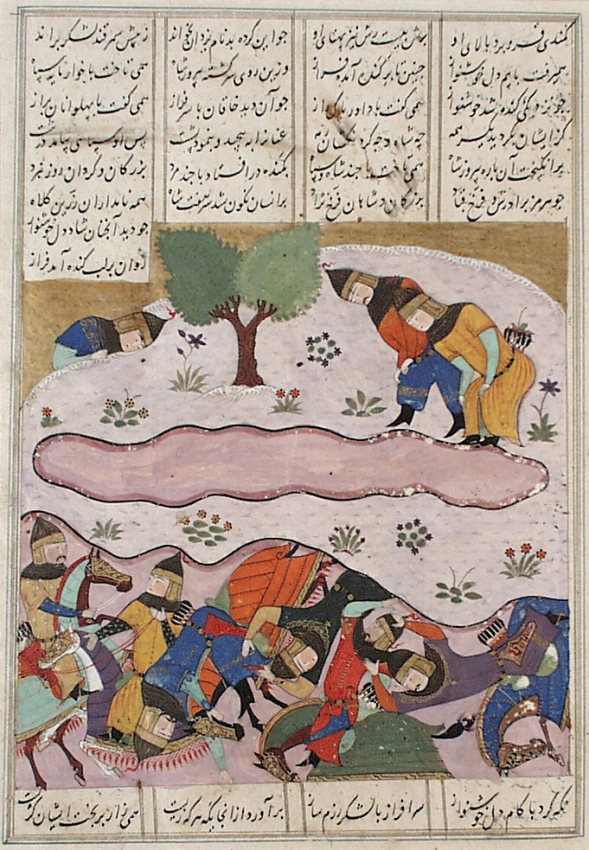
Représentation de la mort de Péroz dans le Shahnama, le Livre des Rois de Ferdowsi.

Contre l’avis de l’aristocratie et du clergé, Péroz se prépara à Gorgan pour une troisième campagne contre les Hephtalites,,. Ghazar souligne l’opposition de ses hommes à cette expédition, précisant que les troupes iraniennes étaient démoralisées à l’idée d’affronter les Hephthalites, au point de frôler la mutinerie. Péroz laissa son frère Balash à la tête de l’empire, puis lança sa campagne contre les Hephthalites à la tête d’une grande armée en 484. Informé de l’expédition de Péroz, Akhshunwar envoya un émissaire avec le message suivant : « Tu as conclu avec moi un traité de paix écrit, scellé, et tu t’es engagé à ne pas faire la guerre contre moi. Nous avons défini des frontières communes à ne pas franchir avec des intentions hostiles d’un côté comme de l’autre ». Une tour élevée comme marqueur de frontière près de l’Oxus par le grand-père de Péroz, Bahram V, fut détruite par ce dernier. Cet épisode est rapporté à la fois par Dinawari (m. 896) et al-Tabari (m. 923). Selon ce dernier, Péroz aurait attaché la tour à cinquante éléphants et trois cents hommes enchaînés, la traînant devant ses troupes, tandis qu’il marchait derrière, feignant de ne pas avoir violé le traité conclu par son grand-père.
Refusant d’affronter directement l’armée sassanide, Akhshunwar fit creuser une vaste tranchée sur le champ de bataille, qu’il dissimula sous des broussailles et du bois, puis posta ses troupes en retrait. Lorsque Péroz lança l’assaut, lui et son armée tombèrent dans la tranchée et furent massacrés. Les corps ne furent jamais récupérés par les Iraniens,. Parmi les morts figuraient de nombreux nobles iraniens de haut rang, dont quatre des fils ou frères de Péroz. Le lieu exact de la bataille reste incertain ; l’historien Klaus Schippmann estime qu’elle eut lieu dans l’actuel Afghanistan, possiblement près de Balkh.
Le Pseudo-Josué, qui brosse un portrait défavorable de Péroz, avance que ce dernier aurait pu s’échapper de la tranchée, mais serait ensuite mort de faim dans une crevasse montagneuse ou aurait été tué et dévoré par des animaux sauvages dans une forêt.

### Conséquences de la disparition de Péroz

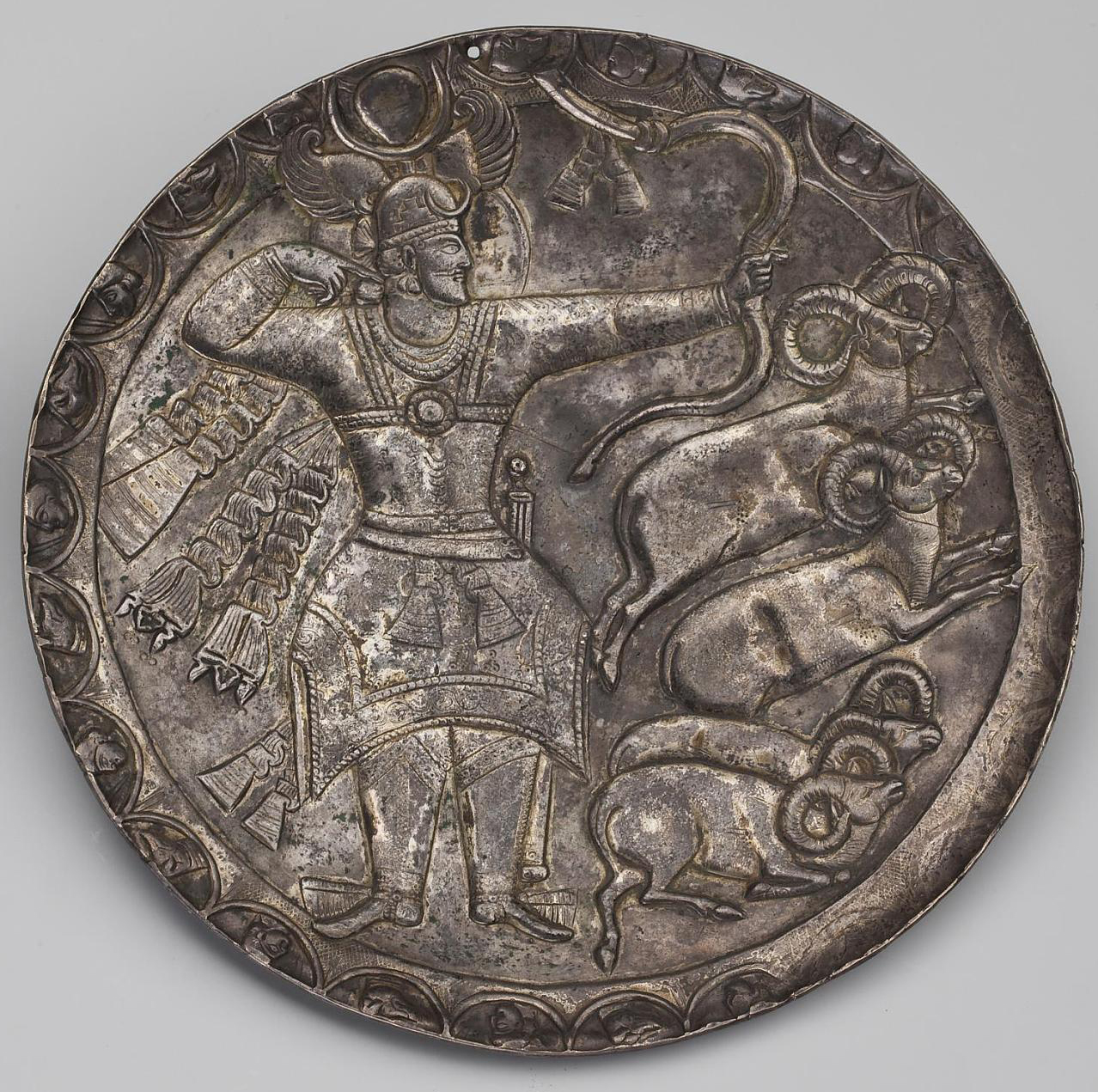
Plat en argent représentant Péroz Ier à la chasse, musée de l'Ermitage.

Les principales villes sassanides de la région orientale du Khorasan — Nishapur, Hérat et Marw — passèrent alors sous domination hephtalite. L'entourage de Péroz, dont sa fille Perozdukht et ses prêtres, fut capturé par Akhshunwar. Akhshunwar épousa Perozdukht, qui lui donna une fille, laquelle épousa plus tard le fils de Péroz, Kavadh Ier (r. 488–496, 498/9–531). À la suite de la défaite de Péroz, une loi aurait été promulguée interdisant de poursuivre une armée en retraite. Ses campagnes contre les Hephtalites ont été qualifiées d’« imprudentes » tant par les sources contemporaines que par l’historiographie moderne,.
Sa défaite et sa mort entraînèrent une période de profonds bouleversements politiques, sociaux et religieux. L'empire atteignit alors son plus bas niveau : le shahanshah devint vassal des Hephtalites et dut leur verser un tribut ; pendant ce temps, la noblesse et le clergé acquirent une influence considérable, allant jusqu’à pouvoir désigner eux-mêmes le roi. Selon Richard Payne, « aucun autre événement dans l’histoire de la dynastie sassanide ne discrédita à ce point les prétentions de l’[Empire iranien], et les contemporains furent consternés par la témérité du roi des rois ». Profitant de l’affaiblissement du pouvoir sassanide à l’est, les Huns Nezak s’emparèrent de la région du Zaboulistan. Péroz fut le dernier shahanshah à frapper des pièces d’or spécifiques dans la région indienne du Sindh, ce qui suggère que cette dernière fut également perdue à la même époque.
Le magnat iranien Sukhra leva rapidement une nouvelle armée et empêcha les Hephtalites de progresser davantage. Membre de la Maison de Karen, Sukhra descendait selon la tradition des héros mythiques Karen et Tus, qui avaient jadis sauvé l’Iran après la mort du roi Nowzar face au Touranien Afrasiab — un parallèle que Payne juge « trop similaire aux circonstances de la mort de Péroz pour n’être qu’un hasard ». Selon l’iranologue Ehsan Yarshater, certaines batailles entre Iraniens et Touraniens décrites dans le Shahnameh (le Livre des Rois) de Ferdowsi sont en réalité inspirées des guerres de Péroz et de ses successeurs contre les Hephtalites.
Le frère de Péroz, Balash, fut élu shahanshah par les magnats iraniens, notamment Sukhra et Shapur Mihran. L’ordre fut rétabli sous le règne de Kavadh Ier, qui réforma l’empire, vainquit les Hephtalites et reconquit le Khorasan. Péroz fut finalement vengé par son petit-fils Khosro Ier (r. 531–579), qui, en collaboration avec le premier khaganat turc, anéantit les Hephtalites en 560.
Depuis le règne de Bahram Ier (r. 271–274), les souverains sassanides résidaient principalement à Gundishapur, au sud de l’Iran, en raison de sa position stratégique entre le plateau iranien et la plaine mésopotamienne. Toutefois, après la mort de Péroz, la résidence principale du shahanshah fut transférée à Ctésiphon, en raison de l’importance croissante des plaines alluviales du Tigre et de l’Euphrate.

## Politique religieuse

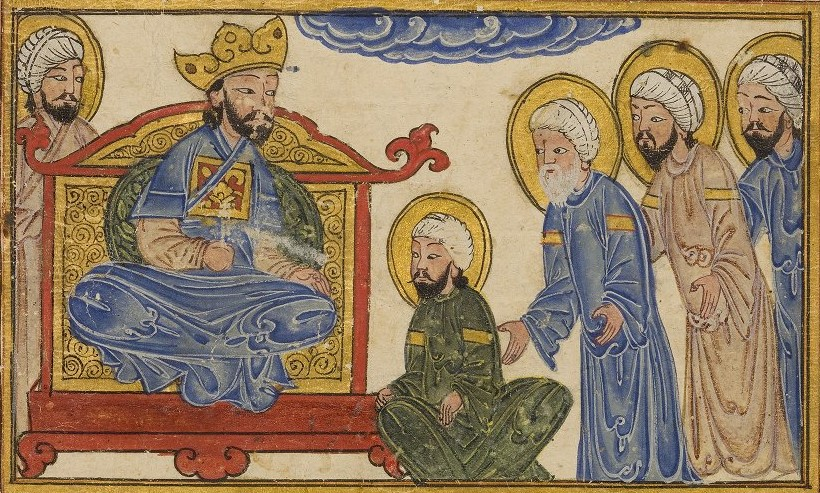
Péroz Ier représenté sur une miniature du XIV en train d'interroger des prêtres zoroastriens.

Péroz, comme tous les autres souverains sassanides, était un adepte du zoroastrisme. Selon al-Tabari, il « se montra juste, digne d’éloge dans sa conduite, et pieux », ce qui, d’après Klaus Schippmann, indique qu’il fut probablement favorable aux attentes du clergé zoroastrien. Sous son règne, la secte zoroastrienne du zervanisme semble avoir été rejetée, bien qu’il ait conservé comme ministre (wuzurg framadar) l’ardent zervanite Mihr-Narseh. Sous Péroz, le calendrier iranien fut réformé : le Nowruz (Nouvel An) et les jours épagomènes du mois de Frawardin furent déplacés au mois d’Adur.
Contrairement à son père Yazdgard II, Péroz ne chercha pas à convertir les Albaniens du Caucase et les Arméniens au zoroastrisme. Néanmoins, des persécutions contre les chrétiens et les juifs sont rapportées sous son règne. Tandis que les récits juifs imputent ces persécutions au fanatisme religieux iranien, les sources iraniennes accusent les Juifs d’avoir profané les prêtres zoroastriens. L’historien Jacob Neusner estime que les accusations iraniennes pourraient contenir une part de vérité : selon lui, les Juifs auraient pu agir ainsi dans l’attente de l’arrivée du Messie, censé survenir 400 ans après la destruction du Second Temple (datée par les rabbins en 68 ap. J.-C., soit en 468) ; il ajoute qu’ils auraient pu espérer que le pays devienne juif avec l’avènement messianique. Selon l’historien Eberhard Sauer, les souverains sassanides ne persécutaient les autres religions que lorsque leurs intérêts politiques les y contraignaient.
Péroz soutint la nouvelle secte chrétienne du nestorianisme, qu’il fit reconnaître comme doctrine officielle de l’Église chrétienne d’Iran. En 484, peu avant sa mort, un concile se tint à Gundishapur, où le nestorianisme fut proclamé doctrine officielle de l’Église.

## Politique architecturale
Péroz est également connu pour avoir fondé plusieurs villes. Selon L’Histoire du pays d’Albanie, il aurait ordonné à son vassal, le roi Vatché II d’Albanie du Caucase, de fonder la ville de Pérozapat (« la ville de Péroz » ou « Péroz la prospère »). Cependant, cette affirmation est peu vraisemblable, car le royaume d’Albanie du Caucase avait été aboli par Péroz à la suite de la révolte de Vatché II au milieu des années 460. Il est donc plus probable que Péroz ait lui-même fondé cette ville, après avoir démis la dynastie locale. En raison de sa position plus sécurisée, la ville devint la nouvelle résidence des marzbans iraniens. Péroz fonda également Shahram Péroz (aujourd’hui Ardabil) en Adourbadagan, Ram Péroz près de Ray et Rowshan Péroz entre Gorgan et Derbent.
La basilique de Bolnissi Sioni en Ibérie témoigne de l’influence croissante des Sassanides dans cette région. Elle fut construite en 478/479 dans le sud du pays, qui était alors sous le contrôle local des Mihranides de Gougarq. L’iconographie de l’église présente des caractéristiques iraniennes, tandis que l’inscription, rédigée en vieux géorgien, mentionne Péroz :
« [Avec l’aide de la sainte Trinité,] les fondations de cette sainte église ont été posées dans la vingtième [année du règne du] roi Péro[z] et achevées quinze ans plus tard. Que Dieu fasse miséricorde à quiconque priera ici. Et que Dieu fasse également miséricorde à celui qui priera pour l’évêque David, le bâtisseur de cette sainte église. Amen. »
Bien que la basilique n’ait pas été commandée par Péroz, les bâtisseurs de Bolnissi Sioni ont pu s’inspirer des constructions royales sassanides.
Le règne de Péroz marque également la date la plus tardive probable pour l’achèvement de la Grande muraille de Gorgan, dont la construction avait commencé à la fin du IVe siècle. Des fortifications supplémentaires y furent ajoutées par la suite, peut-être jusqu’aux règnes de Kavadh Ier et Khosro Ier. Cette muraille, qui s’étend de la côte de la mer Caspienne jusqu’à Pishkamar, était la plus grande de son temps et constitue l’investissement militaire le plus important de l’Iran à l’époque tardo-antique et médiévale.

## Numismatique et idéologie impériale

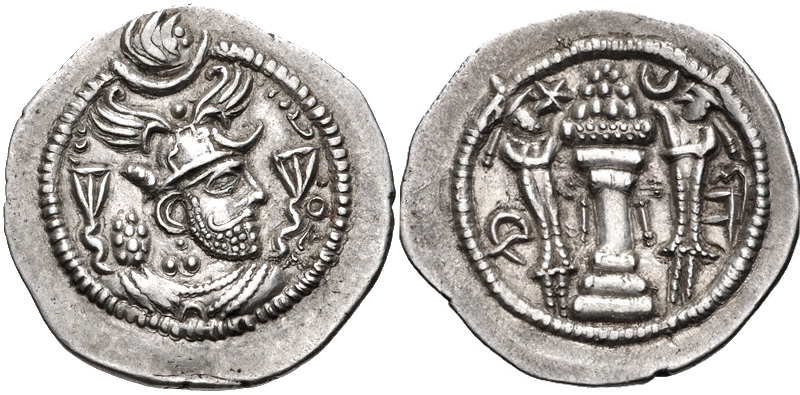
Drachme en argent de Péroz Ier.

Sur les monnaies de Péroz, la titulature traditionnelle des Sassanides shahanshah (« roi des rois ») est omise, et seules les mentions kay Pērōz (« roi Péroz ») y figurent. Toutefois, un sceau de Péroz montre que la titulature traditionnelle était toujours en usage, ce qui indique que les monnaies ne reflètent pas nécessairement l’ensemble des titres officiels du souverain. L’emploi du titre mythologique kayānien kay, déjà utilisé par le père de Péroz, Yazdgard II, traduit un changement dans l’orientation politique de l’Empire sassanide : autrefois tourné vers l’ouest, celui-ci se concentre désormais vers l’est. Ce changement, amorcé sous Yazdgard Ier et Bahram V, atteint son apogée sous Péroz Ier et son père. Il peut avoir été provoqué par l’agression croissante des tribus à la frontière orientale.
La guerre contre les tribus hunniques a peut-être ravivé la rivalité mythique entre les rois iraniens kayāniens et leurs ennemis touraniens, évoquée dans le Jeune Avesta. Ce conflit idéologique entre l’Iran et ses ennemis de l’est pourrait expliquer l’adoption du titre de kay, propre aux rois mythiques dans leur lutte contre les Touraniens. C’est probablement à cette époque que les Sassanides ont entrepris la collecte de textes légendaires et épiques, notamment l’histoire du roi-héros iranien Fereydoun (Frēdōn en moyen perse), qui divisa son empire entre ses trois fils : Salm reçut l’empire de l’ouest (Rome), Tour celui de l’est (Tūrān), et Iradj, le plus jeune, le cœur de l’Iran. Influencés par ces récits, les Sassanides se considéraient peut-être comme les héritiers de Fereydoun et Iradj, et revendiquaient ainsi symboliquement leur autorité tant sur les terres byzantines à l’ouest que sur les territoires hephtalites à l’est, d’où l’adoption du titre kay.
Péroz se fit représenter avec trois couronnes différentes sur ses monnaies. La première comprend un diadème, une couronne à créneaux au centre, un korymbos, et un croissant de lune à l’avant. La seconde est similaire, mais les créneaux se prolongent à l’arrière. La troisième ajoute deux ailes, référence au dieu de la victoire, Verethragna. Péroz et Shapour II (r. 309–379) furent les seuls rois sassanides à frapper régulièrement des pièces en or. Selon l’historien et numismate autrichien Nikolaus Schindel, les monnaies d’or n’étaient probablement pas utilisées dans les transactions quotidiennes, mais servaient plutôt de dons faits par le shahanshah aux grands nobles iraniens, notamment lors des festivités.

## Postérité
Péroz est le père de :
- Kavadh Ier ;
- Zamasp ;
- Perôzdokht, capturée par les Hephtalites lors de la mort de son père; elle devient l'épouse de leur roi nommé par les Perses Akhshouvâz et Kunkhas par le chroniqueur grec Priscus.